# 仁王寺 (福島県会津美里町)
仁王寺（にんのおじ）は福島県大沼郡会津美里町にある天台宗の寺院。山号は牛伏山。本尊は大日如来。

## 歴史
大同2年（807年）、徳一の開創と伝わる。境内には山門や江戸時代に建てられた薬師堂があり、安置される薬師如来は徳一の作と伝わっている。
明神ヶ岳西側の山中にある観音堂は、同じく大同2年に徳一によって開かれたと伝わり、徳一の作と伝わる聖観音を安置する。かつては現在地のそばにある巨岩の上に堂が置かれていたが、寛永13年（1636年）に雪によって倒壊したため、寛文6年（1666年）に現在地に移された。会津三十三観音の27番札所・大岩観音（おおいわかんのん）として大岩集落の人々によって守られてきたが 、集落が廃されたのに加えて平成になってから豪雪によって堂が倒壊。現在ではトタン葺きの小堂となっている。